# Hairspray Queen
«Hairspray Queen» es una canción de la banda de grunge Nirvana. La canción fue lanzada en el álbum de rarezas Incesticide en 1992, y fue grabada en enero de 1988. Es una de las canciones más raras de la banda, por la interpretación vocal que hace el líder y vocalista Kurt Cobain.
Varias versiones de la canción circulan entre los fanáticos, entre las más raras, se encuentra una que se grabó durante un ensayo de la banda en la casa de la madre del bajista Krist Novoselic en diciembre de 1988 esta fue incluida en el DVD del box set With the Lights Out. La canción fue interpretada durante las presentaciones en vivo de la banda (entre 1987 y 1988) de las que se tiene conocimiento son:
- Primer concierto marzo de 1987
- Radio KAOS-FM 6 de mayo de 1987
- Tacoma 23 de enero de 1988
- Tacoma 19 de marzo de 1988
- Fiesta de Halloween Dorm K208 30 de octubre de 1988
- Eagles Hall 21 de diciembre de 1988
- Fiesta de lanzamiento del álbum Sub Pop 200 The Underground 28 de diciembre de 1988

Habla sobre una ruptura amorosa. "Hairspray Queen" parece estar inspirada en los trabajos de la banda de art-punk Gang of Four.